# Ramsjötjärnarna (Ramsjö socken, Hälsingland, 690408-149434)
Ramsjötjärnarna är en sjö i Ljusdals kommun i Hälsingland och ingår i Ljusnans huvudavrinningsområde.